# Wendy Young
Wendy Young (ur. 18 marca 1984 w Adelajdzie) – australijska lekkoatletka, specjalizująca się w skoku o tyczce.

## Osiągnięcia
- 6. miejsce podczas mistrzostw świata kadetów (Debreczyn 2001)
- 3 złote medale mistrzostw Australii juniorów (2001 – 2003)
- dwa brązowe medale mistrzostw Australii (2003 & 2004)

W 2002 Young reprezentowała swój kraj podczas mistrzostw świata juniorów w Kingston. 14. miejsce w eliminacjach nie dało jej awansu do finału.

## Rekordy życiowe
- skok o tyczce – 4,40 (2004)